# آق‌شمیراو
آق‌شمیراو (قزاقی: Ақшымырау) یک شهر و منطقه مسکونی در قزاقستان است که در استان مین‌قشلاق واقع شده‌است.